# ベイビー・アイ・ラブ・ユー (ザ・ロネッツの曲)
「ベイビー・アイ・ラブ・ユー」（Baby, I Love You）は、ザ・ロネッツが1963年に発表した楽曲。作詞作曲はフィル・スペクター、ジェフ・バリー、エリー・グリニッチ。

## 概要
ロネッツは1963年、コルピックス・レコードからフィル・スペクターのフィレス・レコードに移籍。同年8月にフィレス・レコードから最初にリリースした「ビー・マイ・ベイビー」（1963年8月発売）がビルボード・Hot 100の2位を記録し、一躍スターダムにのし上がる。グループはラジオパーソナリティのディック・クラークのツアー「Caravan of Stars」に同行し、全米を回ることとなった。
ところがフィル・スペクターは第2弾シングルの「ベイビー・アイ・ラブ・ユー」をレコーディングするため、リード・シンガーのヴェロニカ・ベネット（ロニー・スペクター）をカリフォルニアにつなぎとめた。ツアーのヴェロニカの代役はいとこのエレインが務めた。
録音はロサンゼルスのゴールド・スター・スタジオで行われた。バッキング・ボーカルにはダーレン・ラヴとシェールが参加したと言われている。ピアノはレオン・ラッセルが弾いた。
1963年12月にシングルA面として発売され、ビルボード・Hot 100で24位、R&Bチャートで6位を記録した。1964年に入るとロネッツはイギリスに渡り、ローリング・ストーンズのツアーのオープニング・アクトを務めた。その影響もあり、全英シングルチャートでは11位を記録した。

## カバー・バージョン
- アンディ・キム - 1969年のシングル。全米9位を記録。
- デイヴ・エドモンズ - 1972年のシングル。イギリスで8位を記録。
- ジェシカ・ジョーンズ - 1972年のアルバム『Sunday Monday Tuesday』に収録。
- シェール - 1974年のシングル「A Woman's Story」のB面。
- テリー・リード - 1979年のアルバム『Rogue Waves』に収録。
- ラモーンズ - 1980年のアルバム『エンド・オブ・ザ・センチュリー』に収録。シングルとしてもリリースされ、イギリスで8位を記録[3]。
- リンダ・ロンシュタット - 1996年のアルバム『Dedicated to the One I Love』に収録。